# IC 2720
IC 2720 је елиптична галаксија у сазвјежђу Лав која се налази на листи објеката дубоког неба у Индекс каталогу.
Деклинација објекта је + 12° 4' 37" а ректасцензија 11h 19m 35,6s. Привидна величина (магнитуда) објекта IC 2720 износи 14,3 а фотографска магнитуда 15,3. IC 2720 је још познат и под ознакама CGCG 67-56, NPM1G +12.0270, PGC 34662.